# Barriga Verde
José Silvent Martínez (Santa Marta, Badajoz 1886-1970), más conocido como Barriga Verde, fue un pionero del espectáculo de marionetas en la Galicia de mediados del siglo XX.

## Biografía
Su padre, Joseph Silvent, era un francés natural de Perpiñán y su madre, Josefa Martínez, era natural del mismo pueblo donde nació Barriga Verde. El matrimonio vivió en varias localidades españolas, donde tuvieron varios hijos. Ya en el 1905, con quince años José, pasaron a Portugal, trabajando un tiempo en la ciudad de Oporto, donde parece ser que conseguiría los conocimientos de los secretos de las marionetas a través de los "fantocheiros" y de los "robertos", estos últimos eran un tipo de espectáculo con origen en la Comedia del Arte italiana. También aprendería a modificar su voz introduciendo lengüetas de plata de diferentes grosores en su garganta, una técnica que exigía un gran dominio y que quedó guardada como un secreto profesional, técnica que alternaba con el oficio de trapecista y del cual llegaría a ser un destacado acróbata.
Desde allí logró llegar a Pontevedra. Ya en la población de Salvatierra de Miño conoció a Emerenciana Fernández Gómez, con quien acabó casando. La boda se celebró un 23 de enero de 1919 en la iglesia de San Salvador de Lérez. Inicialmente se establecieron en el lugar de Torre (Camino Viejo), luego en la Fontaíña, donde vivieron menos de un año y volvieron de nuevo a la Torre, donde se asentaron definitivamente en la que hoy sería llamada Avenida Leandro del Río. En una casita (que hoy tiene el número 22) la pareja, ya medio estabilizada, comenzó a tener hijos. Su descendencia fue de un total de 8, a los que bautizaron con los nombres de Lucía, Celso, Nieves, Trinidad, Celia, Saladina, Otilia y Alfonso.
Hombre alto, bien parecido y con un carácter pacífico, escondía un lado humano y comprensivo ante las situaciones difíciles de los demás. Con todo, y a pesar de ser humorista, solía ser serio y formal, enemigo de las falacias e incapaz de hacer mal a nadie. Su formación en los estudios fue muy escasa, y sus realizaciones y aún más los éxitos conseguidos se deben tanto a su decidida iniciativa personal, como a su inteligencia natural, el sentido práctico de la vida y una inspiración artística extraordinaria. Uno de los mayores logros de este hombre es que logró adaptarse a la lengua gallega con la perfección necesaria como para realizar su espectáculo de marionetas en Galicia, país que sin duda se convirtió en el suyo. Desde muy joven se sintió atraído por la farándula (la misma profesión que tenían sus padres) y actuó en las mejores fiestas y romerías de Galicia.
Después de una vida entregada de lleno al espectáculo, José Silvent se retiró de la farándula y dejó sus marionetas. Ya tenía bastantes años, ya había divertido muchas generaciones. Corría el año 1964 y Manuel, el nieto que gradualmente había ido supliendo las carencias de José, tenía que entrar en el servicio militar obligatorio y Alfonso decidió no continuar con el teatro él sólo. Luego, Barriga Verde se convirtió en la resonancia de un tiempo lejano y perdido de un espectáculo singular, humorístico e imaginativo. Aunque José Silvent vivirá unos años como jubilado. En el año 1967 le dio una parálisis y en el 1970 fallece dejando tras de sí el recuerdo imborrable, la risa satisfecha, la alegría graciosa, su humanitarismo, su arte, su humor, su creatividad y el aplauso cerrado de un público que lo admiraba por su sencillez. En definitiva, un hombre que fue conocido bajo los apodos de Traga Estopa (en Lugo), Xosé o dos Monecos (en castellano, José el de los Muñecos) (Pontevedra), pero en toda Galicia como: Barriga Verde.

## El espectáculo
Silvent, a pesar de tener mucho prestigio nunca se permitió la licencia de eludir el impuesto que se le ponía por el puesto ocupado por la atracción. Los citados impuestos oscilaban entre mil y quince mil pesetas, según las épocas y las localidades, siendo la ciudad de Lugo la más cara. Es de destacar que en algunos sitios, como en las fiestas de la Ascensión en Santiago, le reservaban a Barriga Verde siempre el mismo sitio y no le cobraban nada, pues era impensable esta fiesta sin el espectáculo de Barriga Verde. De la misma forma, el precio al público de cada sesión no fue siempre el mismo. En un principio valía diez céntimos, luego una peseta, en los últimos años de la década de los cincuenta ya costaba tres pesetas y al final de la actividad de Barriga Verde (1964) hacía falta un duro para disfrutar del espectáculo. Unos treinta minutos duraba cada sesión del Teatro y Melodías de España. A lo largo de la tarde podían ofrecerse varias sesiones, según la demanda de público, de tal manera que en los días de mayor afluencia las representaciones eran continuas.
Como reclamo publicitario, el propio José Silvent se vestía de payaso y, otras veces, aunque muy raras, de arlequín, acompañado de los redobles de tambor de Alfonso. También había veces que ponía estopa en la boca con un cigarrillo encendido en medio, de tal manera que al soplar figuraba que echaba fuego por la boca. Otras veces simulaba tragar la estopa y de ahí le viene el nombre de Traga Estopa con el que se conocía a las afueras de Lugo. Animaba al público a entrar mientras decía a toda voz:
"Pasen, señores pasen,

a función está a comezar.

Hai quen se queda fora?

¡Pois si que estamos listos!"
(En castellano,

"Pasen, señores pasen,

la función va a comenzar.

Hay quien se queda fuera?

¡Pues si que estamos listos!")

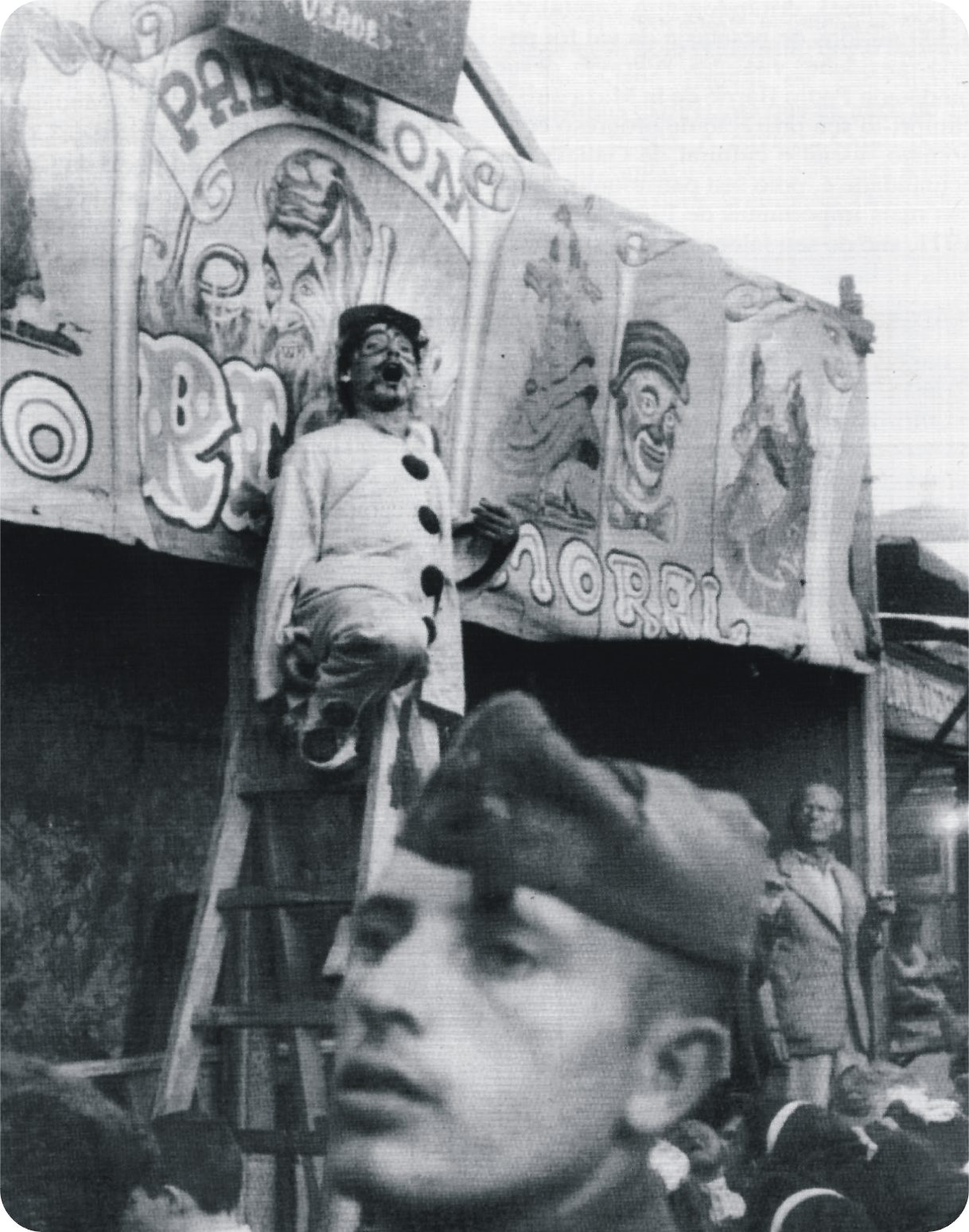
José Silvent, vestido de payaso llamando la atención del público. Ambiente de la época de la posguerra civil española.

En cuanto al reparto de una sesión del espectáculo que se ofrecía en el Teatro y Melodías de España varió a lo largo del tiempo, pero se puede estructurar de la siguiente manera: primero se ofrecía canción española, algunas veces acompañada de baile, a continuación, un breve espectáculo de equilibrismo y malabarismo, por último, venían las marionetas con los que la familia Silvent conseguía la mayor popularidad.
Los personajes creados por Silvent, aunque sencillos, estaban bien caracterizados y se articulaban en una estructura comunicativa simple, semejante, con las debidas diferencias, a la de los cuentos infantiles, donde la trama constaba de las tres partes típicas que iban desde acontecimiento inicial hasta el desenlace en que Barriga Verde siempre tenía un tono divertido y gracioso. Generalmente solían ser personajes extraídos de la misma vida cotidiana, simples, aunque disparatados, habilidosos unos, torpes otros, pero siempre enredadores y sobre todo cómicos. Como por ejemplo, Traga Estopa era el mejor publicista, El Demonio era el más malo, El Portugués el más fantoche, Toro por el Rabo el más inocente, El Cura el más interesado, Rosiña la más fingida. Normalmente todos ellos tenían enfrente a Barriga Verde que se caracterizaba por ser el más bueno, el más sensato, el más hábil, el más natural, el más ingenioso, en una palabra, el mejor. Era el personaje principal.
Si lo fuéramos a recordar en algunos aspectos, podríamos decir lo siguiente: las obras que Barriga Verde representaba con marionetas eran cortas, variadas y siempre llenas de gracia con cierto grado de picaresca y en ellas el personaje de Barriga Verde era el inteligente, el audaz, el protagonista frente a los personajes secundarios. Citaremos unos ejemplos:
- En el Xogo do Pau (en castellano, Juego del Palo) (una pieza corta de mucha aceptación por el público), en la que se establecía un diálogo entre un portugués y un gallego -Barriga Verde- obviamente más hábil, quien, al final, lanza al portugués por los aires en medio del aplauso del auditorio.

- En el Enterro da viuda alegre (en castellano, Entierro de la viuda alegre) (una parodia), Barriga Verde se enfrenta a Manuel, un orgulloso rico llegado del Brasil, al que le sigue el Xogo da Pelota (en castellano, Juego de la Pelota) (un diálogo entre comparsas utilizando un palo en la realidad), y bajo la voz de: ¡Pelota vai!, ¡Veña xa! (en castellano, ¡Pelota va!, ¡Venga ya!). Manuel muere y Rosita, su mujer, finge sentir mucho dolor por la muerte de su marido, pero termina casándose con Barriga Verde.

- En Toro polo Rabo (en castellano, Toro por el Rabo), Barriga Verde es torero. Mata al toro y el protagonista quiere cerciorarse de que está realmente muerto. Para ello intenta escuchar si le late el corazón para lo cual, absurdamente, le levanta el rabo y dice: ¡Está podre, non serve para nada! (en castellano, ¡Está podrido, no sirve para nada!).

- En O cura (en castellano, El cura), Barriga Verde le pregunta al final: Vostede en que quere cobrar, en papel ou en moedas?; Eu quero prata (en castellano, Usted en que quiere cobrar, en papel o en monedas?, Yo quiero plata). Dice el cura, Canto quere?. Trinta pesos (en castellano, Cuanto quiere?. Treinta duros) y Barriga Verde, con la gracia que lo caracterizaba le dice: Pois tome. Un, dous, tres... (en castellano, Pues tome. Uno, dos, tres...) Y le daba treinta palos en la cabeza.

- En O enterro fatal (en castellano, El entierro fatal), Barriga Verde va todo contento canturreando en el sarcófago lo de ¡Eu son Barriga Verde! ¡Eu son Barriga Verde!, ¡E vou para o ceo! (en castellano, ¡Yo soy Barriga Verde! ¡Yo soy Barriga Verde!, ¡Y voy para el cielo!). Decía esto mientras levantaba la cabeza. Con cambios de los efectos en el escenario, Barriga Verde aparece sentado sobre el sarcófago diciendo: ¡Eu xa non son Barriga Verde!, ¡Eu xa son Barriga Madura! (en castellano, ¡Yo ya no soy Barriga Verde!, ¡Yo ya soy Barriga Madura!).

Estos son algunos ejemplos del espectáculo de marionetas que Barriga Verde representaba, además de otras piezas como por ejemplo: O Barbeiro de Sevilla (en castellano, El Barbero de Sevilla) y Traga Estopa. Con todas ellas, Barriga Verde divertía e ilusionaba al público por lo menos en el tiempo que duraba una sesión. Quizás la más conocida fuera O demo (en castellano, El demonio), que acababa de este modo: Señores, morreu o demo, acabouse a peseta (en castellano, Señores, murió el demonio, se acabó la peseta), que era el precio de la entrada en aquel momento. Actualmente aún se puede decir que este hombre podría tener una singularidad con el futuro, si atribuimos a su obra que acaba con la realidad, es bien singular "acabouse a peseta", pues ya estamos con los euros.

## La barraca y las marionetas
La barraca de Barriga Verde (allá por los años treinta) era una simple sábana y una cuerda cómo única puesta en escena, luego comenzó siendo una simple lona vertical que se colgaba entre dos paredes contiguas de una plaza. Conforme la economía iba mejorando, la barraca también ya que acabaría siendo de madera y contaría con un automóvil para su transporte. Como era habitual, la barraca fue ideada por Barriga Verde, que contó con la colaboración de la familia y, como no, de un carpintero de Lugo que se encargaría de hacerla en el año 1949.
Al principio el medio de transporte con el que se desplazaba por las localidades consistía en dos carros (de cuatro ruedas cada uno) tirados por dos caballos (cada carro). Conforme la economía crecía y los miembros de la familia contribuían, Silvent compró una furgoneta Fiat a la que le siguieron: un Chrevrolet, un Dodge y un Barreiros (este ya más tirando a camión). La barraca de Silvent, ya empezaba a contar con camerinos, escenario, espacio para bancos y gradas al fondo, con un aforo de casi 100 personas. Luego le agregó otras dependencias, como la cocina y el cuarto, y acabó modernizándola (luz eléctrica, una avanzada megafonía formada por amplificador, altavoces y micrófonos). La pequeña barraca, posiblemente fue la primera que utilizó la gramola con altavoces en las romerías.
En el exterior, la barraca solía tener un porche de cuatro columnas coronado con una especie de tímpano. De entrada, la barraca de Silvent tenía una decoración alusiva a los distintos números de espectáculos, y en un principio llevaba rotulado el nombre de la barraca "Teatro y Melodías de España", pero dada su condición se le añadió "espectáculo culto e moral" (en castellano, espectáculo culto y moral) (por una parte) y "O auténtico Barriga Verde" (en castellano, El auténtico Barriga Verde) (por la otra) lo que demuestra que tuvo imitadores.
Para hacer los muñecos, Silvent demostró tener una mano muy artesanal. Los concebía, los elaboraba esculpiendo a partir de un madero, les daba colores y una vestimenta idónea y, luego los manipulaba delante de la gente. Las voces de los diferentes personajes también las hacía Barriga Verde, para esto se ayudaba de lengüetas de plata colocadas en la garganta de tal manera que no lo ahogaran ni le impidieran mover la lengua para hacer hablar a la marioneta. Emerenciana ayudaba a poner las voces femeninas.
La mayoría de los hijos del matrimonio colaboraron en la empresa (luego algunos de ellos escogieron otras alternativas cuando se les presentó la ocasión). Saladina y Celia, mientras no se casaron, cantaban y bailaban, en especial canción española, haciendo un magnífico espectáculo. Simultáneamente, el nieto Arsenio, hijo de Nieves, actuaba en el Teatro y Melodías de España bailando encima de dos cilindros colocados perpendicularmente al mismo tiempo que realizaba una serie de malabarismos con aros y otros elementos. El nieto Manuel, hijo de Nieves, ayudaba a Barriga Verde en el manejo de los muñecos y en la ejecución de las voces, progresivamente fue adquiriendo protagonismo en el espectáculo a medida que José iba perdiendo fuerzas. Alfonso era el técnico del montaje, del sonido y de la iluminación, y también ponía la voz, pero sin utilizar ninguna lengüeta.

## Organización
El recorrido de Barriga Verde eran fiestas y romerías de toda Galicia (fiestas como el San Froilán de Lugo, la Ascensión de Santiago, la Peregrina de Pontevedra, María Pita de La Coruña y el Corpus Christi de Orense, entre otras muchas), fundamentalmente en el verano.
Emerenciana, la mujer de José, era el cerebro de la empresa. Ella se encargaba de gestionar los permisos, de acudir a las subastas de los puestos, de participar en la propaganda. Además se ocupaba de la contabilidad y cuando los hijos se fueron y los nietos no eran suficientes o no estaban disponibles, también se encargaba de buscar personal para el espectáculo que se contrataba normalmente por un verano.
En cuanto a José, él se encargaba del espectáculo de humor. Con la gracia y el ingenio con que están concebido los muñecos, sus diálogos, llenos de agudeza y la destreza con que son manejados, provocaban en el público la risa y la alegría. Pero además el espectáculo de Barriga Verde se preciaba de culto y moral tal y como rezaba en la cabecera de la barraca. Pues en aquellos tiempos la censura era un elemento condicionante de muchas actividades. Ahora bien, en efecto, José Silvent y sus hijos idearon un espectáculo en un tiempo (años cuarenta y cincuenta) en que la cultura gallega estaba proscrita, en donde las funciones de Barriga Verde no aparecían destapes ni canciones obscenas, ni palabras malsonantes en concordancia con los gustos oficiales de la época. Este hecho puede interpretarse como una concesión del régimen franquista a un espectáculo popular, sencillo y de contenido desenfadado que tenía cómo única misión divertir a los espectadores en una de las épocas de más dificultades de nuestra historia. Aquí, Silvent siempre demostró conseguir mayor interés y atención del auditorio, Barriga Verde incorporaba a los diálogos de los personajes elementos de actualidad y sucesos de tipo local, lo que significa que debía estar al corriente de las noticias importantes y de los acontecimientos próximos. Además presupone que las obras iban a variar de una localidad a otra en ciertos detalles más o menos puntuales. Pero la variación del contenido de los diálogos no se debe sólo a las noticias del momento, sino también la que José Silvent no escribía sus obras. Él creaba los personajes, los caracterizaba con la vestimenta y con la voz, imaginaba los movimientos y concebía los diálogos, pero todo quedaba en el su cerebro. Después, transmitía oralmente toda la composición a los colaboradores que con él iban a realizar el espectáculo
Aunque la actividad de Barriga Verde era fundamentalmente en el verano, el año era muy largo y la familia tenía que ir hacia adelante. En el invierno, José Silvent seguía activo haciendo proyecciones de cine por las villas y aldeas, principalmente por la provincia de Pontevedra, donde se le llegó a conocer con el sobrenombre de Xosé o dos Monecos (en castellano, José el de los Muñecos). Él fue el introductor responsable del cine en muchos lugares de Galicia. En un principio, eran películas mudas y más tarde fueron sonoras. Las proyecciones de cine eran otro medio de diversión y disfrutaban de popularidad igualmente. Para la proyección de las películas no usaba la barraca, sino que lo hacía en locales disponibles e incluso en cobertizos de alguna manera habilitados e iluminados con la luz producida por un generador que funcionaba con carburo y oxígeno.

## Relevancia posterior
En el 1968 Manuel María publicaba Barriga Verde, un texto teatral en el que recuperaba personajes y situaciones del espectáculo, sin que surgieran iniciativas para evitar el olvido de esta figura. Sin embargo, desde hace ya varios años, son cada vez más las voces que reclaman la recuperación y valoración de esta aventura única en la cultura de nuestro país. Silvent recibió un homenaje en Lérez, y una calle de nueva apertura recibió en 2006 su popular apodo como nombre. Esta calle está situada muy cerca de su casa, cerca del Teleclub de Lérez.
El primer número de Bululú. A revista dos Títeres (en castellano, Bululú. La revista de los Títeres) dedicaba un amplio reportaje a Barriga Verde, y en octubre de 2001 homenajeó a Silvent en el marco del Festival Internacional de Títeres de Compostela. En julio del 2003 el Instituto Galego de Artes Escénicas e Musicais (en castellano, Instituto Gallego de Artes Escénicas y Musicales) (IGAEM) creaba el I Premio Internacional para Textos de Teatro de Títeres Barriga Verde. Y la memoria continúa con la compañía Viravolta Títeres, que ha recuperado la barraca de Teatro y Melodías de España, recuperando y adaptando la obra de la familia Silvent. Por su parte, Xaime Iglesias ha elaborado una biografía sobre el personaje. Además la productora Tintimán Audiovisual ha realizado el documental Morreu o Demo, acabouse a peseta en el que repasa tanto la historia de José como de su hermano Santiago y sus descendientes, indagando en las conexiones europeas de la obra.
Estas iniciativas han cristalizado en 2013 en la creación de la Asociación Cultural Morreu o Demo para a Recuperación do Títere Tradicional Galego, que está iniciando su trabajo para difundir y recuperar esta figura. Su primera actuación pública fue la edición de un libro-DVD que recoge el documental de Tintimán Audiovisual acompañado de varios artículos sobre Barriga Verde y el mundo del títere tradicional. Desde entonces, y entre otras actividades, el colectivo ha promovido iniciativas como la edición del libro José Silvent Martínez. O mítico Barriga Verde de Xaime Iglesias, la muestra didáctica Onde foi Barriga Verde? o la exposición Barriga Verde. De feira en feira que superó las 10 000 visitas en sus estancias en Lugo, Santiago, Lalín, Pontevedra y Ribadavia entre 2014 y 2015. 
De modo paralelo, la compañía Títeres Alakrán recuperó el personaje con su obra Barriga Verde ataca de novo, en el que recrea el montaje tradicional de los Silvent utilizando la tradicional palleta para impostar la voz del protagonista. En 2015 Borja Insua, responsable de la compañía, se integraba en la AC Morreu o Demo.